# Liste der Nummer-eins-Hits in den britischen Charts (2006)
Dies ist eine Liste der Nummer-eins-Hits in den britischen Charts im Jahr 2006. Sie basiert auf den Official Singles Chart Top 100 und den Albums Chart Top 100, die von der Official Charts Company ermittelt werden. Es gab in diesem Jahr 25 Nummer-eins-Singles und 34 Nummer-eins-Alben.

## Singles
| ← 2005 ← | Liste der Nummer-eins-Hits in den britischen Charts | Liste der Nummer-eins-Hits in den britischen Charts              | Liste der Nummer-eins-Hits in den britischen Charts | 2007 →                    |
| \| Zeitraum \| Wo. ges. \| Interpret \| Titel Autor(en) \| Zusätzliche Informationen \| \| (Zeitraum, Wochen auf Platz eins, Interpret, Titel, Autor[en], zusätzliche Informationen) \| \| \| \| \| \| ----------------------------------------------------------------------------------------- \| -------- \| ---------------------------------------------------------------- \| --------------------------------------------------------------------------------------------------------------------------------------------------------------------- \| ------------------------- \| \| 25. Dezember 2005 – 21. Januar 2006 4 Wochen \| 4 \| Shayne Ward \| That’s My Goal Bill Padley, Jeremy Peter Godfrey, Jörgen Kjell Aake Elofsson \| – \| \| 22. Januar 2006 – 28. Januar 2006 1 Woche \| 1 \| Arctic Monkeys \| When the Sun Goes Down Alexander David Turner \| – \| \| 29. Januar 2006 – 11. Februar 2006 2 Wochen \| 2 \| Notorious B.I.G. feat. Diddy, Nelly, Jagged Edge and Avery Storm \| Nasty Girl Sean Puffy Combs, Steven Aaron Jordan, Christopher Wallace \| – \| \| 12. Februar 2006 – 25. Februar 2006 2 Wochen \| 2 \| Meck feat. Leo Sayer \| Thunder in My Heart Again Leo Sayer, Tom Snow \| – \| \| 26. Februar 2006 – 4. März 2006 1 Woche \| 1 \| Madonna \| Sorry Madonna L. Ciccone, Stuart David Price \| – \| \| 5. März 2006 – 18. März 2006 2 Wochen \| 2 \| Chico \| It’s Chico Time Clinton Anthony Outten, Andrew Michael Wright, Mark Hudson, Yousseph Slimani \| – \| \| 19. März 2006 – 25. März 2006 1 Woche \| 1 \| Orson \| No Tomorrow George Astasio, John S. Bentjen, Christopher Thomas Cano, Jason Andrew Pebworth, Chad Michael Rachild, Kevin M. Roentgen \| – \| \| 26. März 2006 – 1. April 2006 1 Woche \| 1 \| Ne-Yo \| So Sick Mikkel Storleer Eriksen, Tor Erik Hermansen, Shaffer Smith \| – \| \| 2. April 2006 – 3. Juni 2006 9 Wochen \| 9 \| Gnarls Barkley \| Crazy Musik: Brian Joseph Burton, Thomas DeCarlo Callaway, Gian Franco Reverberi, Gian Piero Reverberi; Text: Brian Joseph Burton, Thomas DeCarlo Callaway \| – \| \| 4. Juni 2006 – 10. Juni 2006 1 Woche \| 1 \| Sandi Thom \| I Wish I Was a Punk Rocker Sandi Thom, Ian Wellesley Brown \| – \| \| 11. Juni 2006 – 1. Juli 2006 3 Wochen \| 3 \| Nelly Furtado \| Maneater Nathaniel Floyd Hills, Timothy Z. Mosley, Nelly Kim Furtado, Jimm Bean \| – \| \| 2. Juli 2006 – 8. Juli 2006 1 Woche (insgesamt 5) \| 5 \| Shakira feat. Wyclef Jean \| Hips Don’t Lie Omar Alfanno, Jerry Duplessis, Wyclef Jean, Shakira Isabel Mebarak, Latavia Chufon Parker, Luis Diaz \| – \| \| 9. Juli 2006 – 22. Juli 2006 2 Wochen \| 2 \| Lily Allen \| Smile Musik: Clement Dodo, Jackie Mittoo; Text: Lily Rose Beatrice Allen, Iyiola Babatunde Babalola, Darren Lewis \| – \| \| 23. Juli 2006 – 29. Juli 2006 1 Woche \| 1 \| McFly \| Don’t Stop Me Now / Please, Please Frederick Mercury / Thomas Michael Fletcher, Daniel Alan Jones, Dougie Lee Poynter, Harry Mark Christopher Judd, Jason Keith Perry \| – \| \| 30. Juli 2006 – 26. August 2006 4 Wochen (insgesamt 5) \| 5 \| Shakira feat. Wyclef Jean \| Hips Don’t Lie Omar Alfanno, Jerry Duplessis, Wyclef Jean, Shakira Isabel Mebarak, Latavia Chufon Parker, Luis Diaz \| – \| \| 27. August 2006 – 2. September 2006 1 Woche \| 1 \| Beyoncé feat. Jay-Z \| Déjà Vu Rodney Jerkins, John Webb Jr., Shawn C. Carter, Makeba Riddick, Kelly Cherelle Price, Beyoncé Gisselle Knowles, Delisha Thomas \| – \| \| 3. September 2006 – 9. September 2006 1 Woche \| 1 \| Justin Timberlake feat. Timbaland \| SexyBack Melissa A. Elliott, Floyd Nathaniel Hills, Timothy Z. Mosley, Tim Peter Stahl, John Guldberg, Justin R. Timberlake \| – \| \| 10. September 2006 – 7. Oktober 2006 4 Wochen \| 4 \| Scissor Sisters \| I Don’t Feel Like Dancin’ Scott David Hoffman, Jason Sellards, Elton John \| – \| \| 8. Oktober 2006 – 14. Oktober 2006 1 Woche \| 1 \| Razorlight \| America Jonathan Edward Borrell, Andrew William Burrows \| – \| \| 15. Oktober 2006 – 28. Oktober 2006 2 Wochen \| 2 \| My Chemical Romance \| Welcome to the Black Parade Frank Iero, Gerard Way, Ramond Toro, Robert C. Bryar, Michael Way \| – \| \| 29. Oktober 2006 – 4. November 2006 1 Woche \| 1 \| McFly \| Star Girl Julian Emery, Daniel Philip Carter, Jason Keith Perry, Thomas Michael Fletcher, Daniel Alan Jones, Dougie Lee Poynter, Harry Mark Christopher Judd \| – \| \| 5. November 2006 – 11. November 2006 1 Woche \| 1 \| Fedde Le Grand \| Put Your Hands Up for Detroit Fedde J. Le Grand, Matthew Dear, David A. Shayman, Sam Valenti IV \| – \| \| 12. November 2006 – 18. November 2006 1 Woche \| 1 \| Westlife \| The Rose Amanda McBroom \| – \| \| 19. November 2006 – 25. November 2006 1 Woche \| 1 \| Akon feat. Eminem \| Smack That Aliaune Thiam, Marshall B. Mathers, Luis Edgardo Resto, Mike Strange \| – \| \| 26. November 2006 – 23. Dezember 2006 4 Wochen \| 4 \| Take That \| Patience Gary Barlow, Mark Anthony Owen, Howard Paul Donald, Jason Thomas Orange, John Shanks \| – \| \| 24. Dezember 2006 – 20. Januar 2007 4 Wochen \| 4 \| Leona Lewis \| A Moment Like This John Robinson Reid, Jörgen Kjell Aake Elofsson \| – \| |                                                     |                                                                  | |                           |
| ← 2005 |                                                     |                                                                  | | → 2007 →                  |
| Zeitraum | Wo. ges.                                            | Interpret                                                        | Titel Autor(en) | Zusätzliche Informationen |
| (Zeitraum, Wochen auf Platz eins, Interpret, Titel, Autor[en], zusätzliche Informationen) |                                                     |                                                                  | |                           |
| 25. Dezember 2005 – 21. Januar 2006 4 Wochen | 4                                                   | Shayne Ward                                                      | That’s My Goal Bill Padley, Jeremy Peter Godfrey, Jörgen Kjell Aake Elofsson                                                                                          | –                         |
| 22. Januar 2006 – 28. Januar 2006 1 Woche | 1                                                   | Arctic Monkeys                                                   | When the Sun Goes Down Alexander David Turner | –                         |
| 29. Januar 2006 – 11. Februar 2006 2 Wochen | 2                                                   | Notorious B.I.G. feat. Diddy, Nelly, Jagged Edge and Avery Storm | Nasty Girl Sean Puffy Combs, Steven Aaron Jordan, Christopher Wallace                                                                                                 | –                         |
| 12. Februar 2006 – 25. Februar 2006 2 Wochen | 2                                                   | Meck feat. Leo Sayer                                             | Thunder in My Heart Again Leo Sayer, Tom Snow | –                         |
| 26. Februar 2006 – 4. März 2006 1 Woche | 1                                                   | Madonna                                                          | Sorry Madonna L. Ciccone, Stuart David Price | –                         |
| 5. März 2006 – 18. März 2006 2 Wochen | 2                                                   | Chico                                                            | It’s Chico Time Clinton Anthony Outten, Andrew Michael Wright, Mark Hudson, Yousseph Slimani                                                                          | –                         |
| 19. März 2006 – 25. März 2006 1 Woche | 1                                                   | Orson                                                            | No Tomorrow George Astasio, John S. Bentjen, Christopher Thomas Cano, Jason Andrew Pebworth, Chad Michael Rachild, Kevin M. Roentgen                                  | –                         |
| 26. März 2006 – 1. April 2006 1 Woche | 1                                                   | Ne-Yo                                                            | So Sick Mikkel Storleer Eriksen, Tor Erik Hermansen, Shaffer Smith | –                         |
| 2. April 2006 – 3. Juni 2006 9 Wochen | 9                                                   | Gnarls Barkley                                                   | Crazy Musik: Brian Joseph Burton, Thomas DeCarlo Callaway, Gian Franco Reverberi, Gian Piero Reverberi; Text: Brian Joseph Burton, Thomas DeCarlo Callaway            | –                         |
| 4. Juni 2006 – 10. Juni 2006 1 Woche | 1                                                   | Sandi Thom                                                       | I Wish I Was a Punk Rocker Sandi Thom, Ian Wellesley Brown | –                         |
| 11. Juni 2006 – 1. Juli 2006 3 Wochen | 3                                                   | Nelly Furtado                                                    | Maneater Nathaniel Floyd Hills, Timothy Z. Mosley, Nelly Kim Furtado, Jimm Bean                                                                                       | –                         |
| 2. Juli 2006 – 8. Juli 2006 1 Woche (insgesamt 5) | 5                                                   | Shakira feat. Wyclef Jean                                        | Hips Don’t Lie Omar Alfanno, Jerry Duplessis, Wyclef Jean, Shakira Isabel Mebarak, Latavia Chufon Parker, Luis Diaz                                                   | –                         |
| 9. Juli 2006 – 22. Juli 2006 2 Wochen | 2                                                   | Lily Allen                                                       | Smile Musik: Clement Dodo, Jackie Mittoo; Text: Lily Rose Beatrice Allen, Iyiola Babatunde Babalola, Darren Lewis                                                     | –                         |
| 23. Juli 2006 – 29. Juli 2006 1 Woche | 1                                                   | McFly                                                            | Don’t Stop Me Now / Please, Please Frederick Mercury / Thomas Michael Fletcher, Daniel Alan Jones, Dougie Lee Poynter, Harry Mark Christopher Judd, Jason Keith Perry | –                         |
| 30. Juli 2006 – 26. August 2006 4 Wochen (insgesamt 5) | 5                                                   | Shakira feat. Wyclef Jean                                        | Hips Don’t Lie Omar Alfanno, Jerry Duplessis, Wyclef Jean, Shakira Isabel Mebarak, Latavia Chufon Parker, Luis Diaz                                                   | –                         |
| 27. August 2006 – 2. September 2006 1 Woche | 1                                                   | Beyoncé feat. Jay-Z                                              | Déjà Vu Rodney Jerkins, John Webb Jr., Shawn C. Carter, Makeba Riddick, Kelly Cherelle Price, Beyoncé Gisselle Knowles, Delisha Thomas                                | –                         |
| 3. September 2006 – 9. September 2006 1 Woche | 1                                                   | Justin Timberlake feat. Timbaland                                | SexyBack Melissa A. Elliott, Floyd Nathaniel Hills, Timothy Z. Mosley, Tim Peter Stahl, John Guldberg, Justin R. Timberlake                                           | –                         |
| 10. September 2006 – 7. Oktober 2006 4 Wochen | 4                                                   | Scissor Sisters                                                  | I Don’t Feel Like Dancin’ Scott David Hoffman, Jason Sellards, Elton John                                                                                             | –                         |
| 8. Oktober 2006 – 14. Oktober 2006 1 Woche | 1                                                   | Razorlight                                                       | America Jonathan Edward Borrell, Andrew William Burrows | –                         |
| 15. Oktober 2006 – 28. Oktober 2006 2 Wochen | 2                                                   | My Chemical Romance                                              | Welcome to the Black Parade Frank Iero, Gerard Way, Ramond Toro, Robert C. Bryar, Michael Way                                                                         | –                         |
| 29. Oktober 2006 – 4. November 2006 1 Woche | 1                                                   | McFly                                                            | Star Girl Julian Emery, Daniel Philip Carter, Jason Keith Perry, Thomas Michael Fletcher, Daniel Alan Jones, Dougie Lee Poynter, Harry Mark Christopher Judd          | –                         |
| 5. November 2006 – 11. November 2006 1 Woche | 1                                                   | Fedde Le Grand                                                   | Put Your Hands Up for Detroit Fedde J. Le Grand, Matthew Dear, David A. Shayman, Sam Valenti IV                                                                       | –                         |
| 12. November 2006 – 18. November 2006 1 Woche | 1                                                   | Westlife                                                         | The Rose Amanda McBroom | –                         |
| 19. November 2006 – 25. November 2006 1 Woche | 1                                                   | Akon feat. Eminem                                                | Smack That Aliaune Thiam, Marshall B. Mathers, Luis Edgardo Resto, Mike Strange                                                                                       | –                         |
| 26. November 2006 – 23. Dezember 2006 4 Wochen | 4                                                   | Take That                                                        | Patience Gary Barlow, Mark Anthony Owen, Howard Paul Donald, Jason Thomas Orange, John Shanks                                                                         | –                         |
| 24. Dezember 2006 – 20. Januar 2007 4 Wochen | 4                                                   | Leona Lewis                                                      | A Moment Like This John Robinson Reid, Jörgen Kjell Aake Elofsson | –                         |

## Alben
| ← 2005 ← | Liste der Nummer-eins-Hits in den britischen Charts | Liste der Nummer-eins-Hits in den britischen Charts | Liste der Nummer-eins-Hits in den britischen Charts | 2007 →                    |
| \| Zeitraum \| Wo. ges. \| Interpret \| Titel \| Zusätzliche Informationen \| \| (Zeitraum, Wochen auf Platz eins, Interpret, Titel, zusätzliche Informationen) \| \| \| \| \| \| ------------------------------------------------------------------------------ \| -------- \| --------------------- \| --------------------------------------------- \| ------------------------- \| \| 4. Dezember 2005 – 7. Januar 2006 5 Wochen \| 5 \| Eminem \| Curtain Call: The Hits \| – \| \| 8. Januar 2006 – 14. Januar 2006 1 Woche \| 1 \| The Strokes \| First Impressions of Earth \| – \| \| 15. Januar 2006 – 21. Januar 2006 1 Woche (insgesamt 10) \| 10 \| James Blunt \| Back to Bedlam \| – \| \| 22. Januar 2006 – 28. Januar 2006 1 Woche \| 1 \| Hard-Fi \| Stars of CCTV \| – \| \| 29. Januar 2006 – 25. Februar 2006 4 Wochen \| 4 \| Arctic Monkeys \| Whatever People Say I Am, That’s What I’m Not \| – \| \| 26. Februar 2006 – 4. März 2006 1 Woche \| 1 \| Jack Johnson \| In Between Dreams \| – \| \| 5. März 2006 – 11. März 2006 1 Woche (insgesamt 2) \| 2 \| Corinne Bailey Rae \| Corinne Bailey Rae \| – \| \| 12. März 2006 – 18. März 2006 1 Woche \| 1 \| David Gilmour \| On an Island \| – \| \| 19. März 2006 – 25. März 2006 1 Woche (insgesamt 2) \| 2 \| Corinne Bailey Rae \| Corinne Bailey Rae \| – \| \| 26. März 2006 – 1. April 2006 1 Woche \| 1 \| Journey South \| Journey South \| – \| \| 2. April 2006 – 8. April 2006 1 Woche \| 1 \| Embrace \| This New Day \| – \| \| 9. April 2006 – 15. April 2006 1 Woche \| 1 \| Morrissey \| Ringleader of the Tormentors \| – \| \| 16. April 2006 – 22. April 2006 1 Woche \| 1 \| The Streets \| The Hardest Way to Make an Easy Living \| – \| \| 23. April 2006 – 29. April 2006 1 Woche \| 1 \| Shayne Ward \| Shayne Ward \| – \| \| 30. April 2006 – 6. Mai 2006 1 Woche \| 1 \| Gnarls Barkley \| St. Elsewhere \| – \| \| 7. Mai 2006 – 13. Mai 2006 1 Woche (insgesamt 3) \| 3 \| Snow Patrol \| Eyes Open \| – \| \| 14. Mai 2006 – 3. Juni 2006 3 Wochen \| 3 \| Red Hot Chili Peppers \| Stadium Arcadium \| – \| \| 4. Juni 2006 – 10. Juni 2006 1 Woche \| 1 \| Orson \| Bright Idea \| – \| \| 11. Juni 2006 – 17. Juni 2006 1 Woche \| 1 \| Sandi Thom \| Smile … It Confuses People \| – \| \| 18. Juni 2006 – 1. Juli 2006 2 Wochen \| 2 \| Keane \| Under the Iron Sea \| – \| \| 2. Juli 2006 – 8. Juli 2006 1 Woche \| 1 \| Lostprophets \| Liberation Transmission \| – \| \| 9. Juli 2006 – 22. Juli 2006 2 Wochen \| 2 \| Muse \| Black Holes and Revelations \| – \| \| 23. Juli 2006 – 5. August 2006 2 Wochen \| 2 \| Razorlight \| Razorlight \| – \| \| 6. August 2006 – 19. August 2006 2 Wochen \| 2 \| James Morrison \| Undiscovered \| – \| \| 20. August 2006 – 26. August 2006 1 Woche \| 1 \| Christina Aguilera \| Back to Basics \| – \| \| 27. August 2006 – 2. September 2006 1 Woche (insgesamt 3) \| 3 \| Snow Patrol \| Eyes Open \| – \| \| 3. September 2006 – 9. September 2006 1 Woche \| 1 \| Kasabian \| Empire \| – \| \| 10. September 2006 – 16. September 2006 1 Woche (insgesamt 3) \| 3 \| Snow Patrol \| Eyes Open \| – \| \| 17. September 2006 – 23. September 2006 1 Woche \| 1 \| Justin Timberlake \| FutureSex/LoveSounds \| – \| \| 24. September 2006 – 7. Oktober 2006 2 Wochen \| 2 \| Scissor Sisters \| Ta-dah \| – \| \| 8. Oktober 2006 – 28. Oktober 2006 3 Wochen \| 3 \| The Killers \| Sam’s Town \| – \| \| 29. Oktober 2006 – 4. November 2006 1 Woche \| 1 \| Robbie Williams \| Rudebox \| – \| \| 5. November 2006 – 11. November 2006 1 Woche \| 1 \| Girls Aloud \| The Sound of Girls Aloud \| – \| \| 12. November 2006 – 18. November 2006 1 Woche \| 1 \| Jamiroquai \| High Times: Singles 1992–2006 \| – \| \| 19. November 2006 – 25. November 2006 1 Woche \| 1 \| George Michael \| Twenty Five \| – \| \| 26. November 2006 – 2. Dezember 2006 1 Woche \| 1 \| Westlife \| The Love Album \| – \| \| 3. Dezember 2006 – 13. Januar 2007 6 Wochen (insgesamt 8) \| 8 \| Take That \| Beautiful World \| – \| |                                                     |                                                     |                                                     |                           |
| ← 2005 |                                                     |                                                     |                                                     | → 2007 →                  |
| Zeitraum | Wo. ges.                                            | Interpret                                           | Titel                                               | Zusätzliche Informationen |
| (Zeitraum, Wochen auf Platz eins, Interpret, Titel, zusätzliche Informationen) |                                                     |                                                     |                                                     |                           |
| 4. Dezember 2005 – 7. Januar 2006 5 Wochen | 5                                                   | Eminem                                              | Curtain Call: The Hits                              | –                         |
| 8. Januar 2006 – 14. Januar 2006 1 Woche | 1                                                   | The Strokes                                         | First Impressions of Earth                          | –                         |
| 15. Januar 2006 – 21. Januar 2006 1 Woche (insgesamt 10) | 10                                                  | James Blunt                                         | Back to Bedlam                                      | –                         |
| 22. Januar 2006 – 28. Januar 2006 1 Woche | 1                                                   | Hard-Fi                                             | Stars of CCTV                                       | –                         |
| 29. Januar 2006 – 25. Februar 2006 4 Wochen | 4                                                   | Arctic Monkeys                                      | Whatever People Say I Am, That’s What I’m Not       | –                         |
| 26. Februar 2006 – 4. März 2006 1 Woche | 1                                                   | Jack Johnson                                        | In Between Dreams                                   | –                         |
| 5. März 2006 – 11. März 2006 1 Woche (insgesamt 2) | 2                                                   | Corinne Bailey Rae                                  | Corinne Bailey Rae                                  | –                         |
| 12. März 2006 – 18. März 2006 1 Woche | 1                                                   | David Gilmour                                       | On an Island                                        | –                         |
| 19. März 2006 – 25. März 2006 1 Woche (insgesamt 2) | 2                                                   | Corinne Bailey Rae                                  | Corinne Bailey Rae                                  | –                         |
| 26. März 2006 – 1. April 2006 1 Woche | 1                                                   | Journey South                                       | Journey South                                       | –                         |
| 2. April 2006 – 8. April 2006 1 Woche | 1                                                   | Embrace                                             | This New Day                                        | –                         |
| 9. April 2006 – 15. April 2006 1 Woche | 1                                                   | Morrissey                                           | Ringleader of the Tormentors                        | –                         |
| 16. April 2006 – 22. April 2006 1 Woche | 1                                                   | The Streets                                         | The Hardest Way to Make an Easy Living              | –                         |
| 23. April 2006 – 29. April 2006 1 Woche | 1                                                   | Shayne Ward                                         | Shayne Ward                                         | –                         |
| 30. April 2006 – 6. Mai 2006 1 Woche | 1                                                   | Gnarls Barkley                                      | St. Elsewhere                                       | –                         |
| 7. Mai 2006 – 13. Mai 2006 1 Woche (insgesamt 3) | 3                                                   | Snow Patrol                                         | Eyes Open                                           | –                         |
| 14. Mai 2006 – 3. Juni 2006 3 Wochen | 3                                                   | Red Hot Chili Peppers                               | Stadium Arcadium                                    | –                         |
| 4. Juni 2006 – 10. Juni 2006 1 Woche | 1                                                   | Orson                                               | Bright Idea                                         | –                         |
| 11. Juni 2006 – 17. Juni 2006 1 Woche | 1                                                   | Sandi Thom                                          | Smile … It Confuses People                          | –                         |
| 18. Juni 2006 – 1. Juli 2006 2 Wochen | 2                                                   | Keane                                               | Under the Iron Sea                                  | –                         |
| 2. Juli 2006 – 8. Juli 2006 1 Woche | 1                                                   | Lostprophets                                        | Liberation Transmission                             | –                         |
| 9. Juli 2006 – 22. Juli 2006 2 Wochen | 2                                                   | Muse                                                | Black Holes and Revelations                         | –                         |
| 23. Juli 2006 – 5. August 2006 2 Wochen | 2                                                   | Razorlight                                          | Razorlight                                          | –                         |
| 6. August 2006 – 19. August 2006 2 Wochen | 2                                                   | James Morrison                                      | Undiscovered                                        | –                         |
| 20. August 2006 – 26. August 2006 1 Woche | 1                                                   | Christina Aguilera                                  | Back to Basics                                      | –                         |
| 27. August 2006 – 2. September 2006 1 Woche (insgesamt 3) | 3                                                   | Snow Patrol                                         | Eyes Open                                           | –                         |
| 3. September 2006 – 9. September 2006 1 Woche | 1                                                   | Kasabian                                            | Empire                                              | –                         |
| 10. September 2006 – 16. September 2006 1 Woche (insgesamt 3) | 3                                                   | Snow Patrol                                         | Eyes Open                                           | –                         |
| 17. September 2006 – 23. September 2006 1 Woche | 1                                                   | Justin Timberlake                                   | FutureSex/LoveSounds                                | –                         |
| 24. September 2006 – 7. Oktober 2006 2 Wochen | 2                                                   | Scissor Sisters                                     | Ta-dah                                              | –                         |
| 8. Oktober 2006 – 28. Oktober 2006 3 Wochen | 3                                                   | The Killers                                         | Sam’s Town                                          | –                         |
| 29. Oktober 2006 – 4. November 2006 1 Woche | 1                                                   | Robbie Williams                                     | Rudebox                                             | –                         |
| 5. November 2006 – 11. November 2006 1 Woche | 1                                                   | Girls Aloud                                         | The Sound of Girls Aloud                            | –                         |
| 12. November 2006 – 18. November 2006 1 Woche | 1                                                   | Jamiroquai                                          | High Times: Singles 1992–2006                       | –                         |
| 19. November 2006 – 25. November 2006 1 Woche | 1                                                   | George Michael                                      | Twenty Five                                         | –                         |
| 26. November 2006 – 2. Dezember 2006 1 Woche | 1                                                   | Westlife                                            | The Love Album                                      | –                         |
| 3. Dezember 2006 – 13. Januar 2007 6 Wochen (insgesamt 8) | 8                                                   | Take That                                           | Beautiful World                                     | –                         |

Die Angaben basieren auf den offiziellen Verkaufshitparaden der Official UK Charts Company für das Vereinigte Königreich. Die Datumsangaben beziehen sich auf das Gültigkeitsdatum der Charts, also jeweils die auf die Verkaufswoche folgende Woche.

## Jahreshitparaden
| ← 2005 ← | Liste der Nummer-eins-Hits in den britischen Charts | Liste der Nummer-eins-Hits in den britischen Charts          | Liste der Nummer-eins-Hits in den britischen Charts | 2007 →   |
| \| Singles \| Position# \| Alben \| \| ------------------------------------------------------------------------------------------------------------------------------------------------------------------------- \| --------- \| ------------------------------------------------------------ \| \| Crazy Gnarls Barkley Musik: Brian Joseph Burton, Thomas DeCarlo Callaway, Gian Franco Reverberi, Gian Piero Reverberi; Text: Brian Joseph Burton, Thomas DeCarlo Callaway \| 1 \| Eyes Open Snow Patrol \| \| A Moment Like This Leona Lewis John Robinson Reid, Jörgen Kjell Aake Elofsson \| 2 \| Beautiful World Take That \| \| Hips Don’t Lie Shakira feat. Wyclef Jean Omar Alfanno, Jerry Duplessis, Wyclef Jean, Shakira Isabel Mebarak, Latavia Chufon Parker, Luis Diaz \| 3 \| Ta-dah Scissor Sisters \| \| I Don’t Feel Like Dancin’ Scissor Sisters Scott David Hoffman, Jason Sellards, Elton John \| 4 \| Whatever People Say I Am, That’s What I’m Not Arctic Monkeys \| \| I Wish I Was a Punk Rocker Sandi Thom Sandi Thom, Ian Wellesley Brown \| 5 \| Inside In/Inside Out Kooks \| \| From Paris to Berlin Infernal Paw Lagermann, Adam Powers, Lina Rafn \| 6 \| Razorlight \| \| Maneater Nelly Furtado Nathaniel Floyd Hills, Timothy Z. Mosley, Nelly Kim Furtado, Jimm Bean \| 7 \| Stop the Clocks Oasis \| \| Patience Take That Gary Barlow, Mark Anthony Owen, Howard Paul Donald, Jason Thomas Orange, John Shanks \| 8 \| The Love Album Westlife \| \| SOS Rihanna Jonathan Reuven Rotem, Evan Kidd Bogart, Edward C. Cobb \| 9 \| I’m Not Dead Pink \| \| SexyBack Justin Timberlake feat. Timbaland Melissa A. Elliott, Floyd Nathaniel Hills, Timothy Z. Mosley, Tim Peter Stahl, John Guldberg, Justin R. Timberlake \| 10 \| Undiscovered James Morrison \| |                                                     |                                                              |                                                     |          |
| ← 2005 |                                                     |                                                              |                                                     | → 2007 → |
| Singles | Position#                                           | Alben                                                        |                                                     |          |
| Crazy Gnarls Barkley Musik: Brian Joseph Burton, Thomas DeCarlo Callaway, Gian Franco Reverberi, Gian Piero Reverberi; Text: Brian Joseph Burton, Thomas DeCarlo Callaway | 1                                                   | Eyes Open Snow Patrol                                        |                                                     |          |
| A Moment Like This Leona Lewis John Robinson Reid, Jörgen Kjell Aake Elofsson | 2                                                   | Beautiful World Take That                                    |                                                     |          |
| Hips Don’t Lie Shakira feat. Wyclef Jean Omar Alfanno, Jerry Duplessis, Wyclef Jean, Shakira Isabel Mebarak, Latavia Chufon Parker, Luis Diaz | 3                                                   | Ta-dah Scissor Sisters                                       |                                                     |          |
| I Don’t Feel Like Dancin’ Scissor Sisters Scott David Hoffman, Jason Sellards, Elton John | 4                                                   | Whatever People Say I Am, That’s What I’m Not Arctic Monkeys |                                                     |          |
| I Wish I Was a Punk Rocker Sandi Thom Sandi Thom, Ian Wellesley Brown | 5                                                   | Inside In/Inside Out Kooks                                   |                                                     |          |
| From Paris to Berlin Infernal Paw Lagermann, Adam Powers, Lina Rafn | 6                                                   | Razorlight                                                   |                                                     |          |
| Maneater Nelly Furtado Nathaniel Floyd Hills, Timothy Z. Mosley, Nelly Kim Furtado, Jimm Bean | 7                                                   | Stop the Clocks Oasis                                        |                                                     |          |
| Patience Take That Gary Barlow, Mark Anthony Owen, Howard Paul Donald, Jason Thomas Orange, John Shanks | 8                                                   | The Love Album Westlife                                      |                                                     |          |
| SOS Rihanna Jonathan Reuven Rotem, Evan Kidd Bogart, Edward C. Cobb | 9                                                   | I’m Not Dead Pink                                            |                                                     |          |
| SexyBack Justin Timberlake feat. Timbaland Melissa A. Elliott, Floyd Nathaniel Hills, Timothy Z. Mosley, Tim Peter Stahl, John Guldberg, Justin R. Timberlake | 10                                                  | Undiscovered James Morrison                                  |                                                     |          |